# 8e arrondissement de Paris
Ne doit pas être confondu avec Paris 8.

Blason du 8e arrondissement de Paris.

Logo du 8e arrondissement de Paris.

Le 8e arrondissement de Paris est l'un des 20 arrondissements de Paris. Situé sur la rive droite de la Seine, il est bordé à l'ouest par le 16e arrondissement, au nord par le 17e arrondissement, à l'est par les 9e et 1er arrondissements, et au sud par la Seine et par-delà le 7e arrondissement.
Le 8e arrondissement est à la fois un haut lieu touristique et l'un de ceux où réside la haute bourgeoisie. Il accueille de nombreux commerces, hôtels de luxe et sièges de grandes entreprises. C'est également un lieu de pouvoir, puisqu'il comprend le palais de l'Élysée et le ministère de l'Intérieur, ainsi que sept ambassades de pays du G20.
Aux termes de l'article R2512-1 du Code général des collectivités territoriales (partie réglementaire), il porte également le nom d'« arrondissement de l'Élysée », mais cette appellation est rarement employée dans la vie courante.

## Historique
La Seine était autrefois un vaste fleuve qui recouvrait une large part de l’actuel 8e arrondissement : tout le boulevard Haussmann, la gare Saint-Lazare et ses abords, la place Saint-Augustin, la rue La Boétie, le rond-point des Champs-Élysées et toute la partie sud de l'arrondissement depuis la place de l'Alma jusqu'à la place de la Concorde étaient alors recouverts par les eaux. Seuls les environs du faubourg Saint-Honoré entre la rue Royale et Saint-Philippe-du-Roule et la partie méridionale des boulevards entre la place de l'Étoile et la place de Clichy étaient émergés. La même situation se reproduisit à peu de chose près lors de la crue de la Seine de 1910.
Le retrait progressif du fleuve transforma une bonne partie du secteur en un vaste marécage, traversé par un petit ruisseau qui descendait de Ménilmontant pour se jeter dans la Seine à la hauteur de l'actuel pont de l'Alma. Ces marécages constituaient une défense pour la population car ils étaient difficiles à franchir par d'éventuels assaillants. Ainsi, en 52 av. J.-C., l'armée gauloise de Camulogène dut contourner ces marais par le nord avant de livrer dans la plaine de Grenelle ou sur les contreforts de Passy la désastreuse bataille de Lutèce contre le lieutenant de Jules César, Labienus.
Dans les premiers temps de la dynastie capétienne, une grande partie du territoire de l’actuel 8e arrondissement dépendait de la paroisse de Saint-Germain-l'Auxerrois, l'une des plus anciennes et, à l'époque, des plus vastes paroisses de Paris. En 1223, l'acte appelé forma pacis reconnaissait la suzeraineté de ces domaines à l'évêque de Paris, le roi se réservant les droits de justice sur les principales routes qui les traversaient.
Dès la fin du XIe siècle, le nord de l'ancien marécage est alloué aux chanoines de Sainte-Opportune qui se chargent de l'assainir et de le mettre en culture. La zone comprise entre la rue de Chaillot et la rue Montmartre est ainsi transformée en terres céréalières, puis bientôt cultivée de fruits et de légumes verts, cultures plus logiques à proximité d'une ville puisqu'elles ne supportent pas les longs transports. Le 8e devient ainsi, dès le Moyen Âge, une zone de maraîchage fournissant Paris en produits frais.
À la fin du Moyen Âge, on trouve dans cette zone, couverte de bois et de garennes le long de la Seine, des champs et des jardins parsemés de quelques habitations au nord, trois hameaux :
- un faubourg le long de la rue Saint-Honoré, appelé la Ville l'Évêque, en référence à la suzeraineté de l'évêque de Paris, desservi par l'église de la Madeleine de la Ville l'Évêque ;
- le village du Roule, desservi par l'église Saint-Jacques-Saint-Philippe ;
- le village de Chaillot.

Leurs habitants, essentiellement des membres des couvents de Sainte-Marie-de-Chaillot et des oratoriens, étaient connus pour exploiter des cultures maraîchères. Le ruisseau qui descendait de Ménilmontant s'est transformé en un égout à ciel ouvert, le Grand Égout.
En 1616, la régente Marie de Médicis décide de faire aménager une longue allée bordée d'arbres en alignement avec le jardin des Tuileries, sur l'axe qu'empruntaient à cheval les premiers rois Capétiens à partir du Louvre pour aller chasser dans la forêt de Saint-Germain-en-Laye : le cours la Reine.
En 1667, le paysagiste André Le Nôtre, à la demande du jeune roi Louis XIV, prolonge cette coulée verte que l'on nommera Champs-Élysées à la fin du règne en 1709.
Jusqu'au milieu du XVIIIe siècle, l'« esplanade du Pont-Tournant », en référence à un pont de bois qui enjambait alors le fossé entre la terrasse des Tuileries et l'esplanade, reste encore un bourbier avant son aménagement à partir de 1755 sous le règne de Louis XV.
L'esplanade sera d'ailleurs renommée « place Louis XV » en 1772, puis « place de la Révolution » en 1792, avant que Louis XVI et 1 119 autres personnes y soient guillotinées lors de la Révolution française. Avec la fin de la Terreur, le gouvernement décide de rebaptiser la place de la Révolution en place de la Concorde en 1795. La même année, la ville de Paris est divisée en douze arrondissements, la plupart du 8e actuel se situait alors dans l’Arrondissement I de l’époque.
L’ouest parisien devint au XIXe siècle un lieu d'extension de la ville et de formidable spéculation immobilière, les financiers et la haute bourgeoisie se disputaient les hôtels particuliers du parc Monceau, du Faubourg Saint-Honoré et des Champs-Élysées, rejoints par les membres des milieux politiques, puis l'aristocratie qui désertait le Marais. On peut citer comme exemples le duc et surtout son épouse la duchesse d'Alençon, membres des familles royales de France et de Bavière, sœur de l'impératrice d'Autriche ("Sissi") et proche des dominicains de la rue du Faubourg-Saint-Honoré, laquelle périt en 1897 lors de l'incendie du Bazar de la Charité qui se tenait rue Jean Goujon. Le couple demeurait alors Avenue de Friedland tandis qu'à la même époque le futur bienheureux Charles-Eugène de Foucauld de Pontbriand, avant de devenir l'ermite du Sahara, était paroissien de l'église Saint-Augustin et demeurait avec sa famille rue de Miromesnil.
Avec l'annexion des faubourgs situés à l'extérieur de la ligne de fortifications en 1860 par la loi du 16 juin 1859, Paris passa de 12 à 20 arrondissements, divisés chacun en quatre quartiers. C’est le début du 8e arrondissement actuel reprenant une large moitié de l'ancien 1er arrondissement, avec les quartiers des Champs-Élysées, du Faubourg-du-Roule, de La Madeleine et de l’Europe.

## Économie
Aujourd’hui, le 8e arrondissement abrite non seulement des lieux parmi les plus prestigieux voire emblématiques de la capitale française comme l'avenue des Champs-Élysées, l’Arc de Triomphe, le palais de l’Élysée ou bien l’église de la Madeleine, mais il est également le moteur économique de la capitale en concentrant plus de 180 000 emplois provenant essentiellement des activités financières, de service et de tourisme. C'est aussi un carrefour stratégique pour les transports en commun avec la gare Saint-Lazare, véritable hub pour l'ensemble des communes de l'ouest francilien.
Si l’arrondissement représente plus de 11 % des emplois parisiens, il n’accueille en revanche que 1,8 % de ses habitants. Avec 9 974 hab./km2 en 2005, c’est l’arrondissement le moins densément peuplé de la capitale après le 1er arrondissement (9 699 hab./km2 en 2005).
Voici quelques faits et chiffres pour illustrer la réputation du 8e arrondissement comme un haut lieu du chic, du luxe et de la bourgeoisie :
- 5 des 11 palaces parisiens reconnus se situent dans l’arrondissement : Le Bristol, Crillon, George V et Plaza Athénée, La Réserve Paris.
- 5 des 10 restaurants parisiens qui ont 3 étoiles sur le guide Michelin en 2018 se situent dans l’arrondissement : Alain Ducasse, Yannick Alléno, Ledoyen, Christian Le Squer, Le Cinq, Éric Frechon, Épicure et Pierre Gagnaire.
- Les boutiques de luxe et de haute couture s'étendent le long des voies comme la rue du Faubourg-Saint-Honoré, l'avenue Montaigne, ou bien les Champs-Élysées.
- Il y avait 3,2 % de logements sociaux dans le 8e arrondissement en 2016. Ce chiffre est à comparer avec les 6,22 % de Neuilly-sur-Seine qui ont fait l’objet de polémiques.

### Revenus de la population et fiscalité
En 2011, le revenu fiscal médian par ménage était de 51 971 €, ce qui place le 8e arrondissement au premier rang parmi les 20 arrondissements de Paris.
Selon l'Observatoire des inégalités, le 8e arrondissement de Paris est l'une des communes abritant la population aux plus hauts revenus de France. Le 8e arrondissement de Paris se classe au 2d rang des communes de plus de 20 000 habitants en France où « les riches sont les plus riches » avec un niveau de vie annuel (revenus après impôts pour une personne seule) minimum des 10 % les plus riches de 125 030 euros en 2019.

## Administration
Les personnalités exerçant une fonction élective dont le mandat est en cours et en lien direct avec le territoire du 8e arrondissement de Paris sont les suivantes :
| Élection     | Territoire                                              | Titre            | Nom                 | Tendance politique | - | Début de mandat | Fin de mandat |
| ------------ | ------------------------------------------------------- | ---------------- | ------------------- | ------------------ | - | --------------- | ------------- |
| Municipales  | 8e arr. de Paris                                        | Maire du 8e arr. | Jeanne d'Hauteserre | LR                 |   | mars 2014       | mars 2026     |
| Municipales  | Ville de Paris (3 conseillers de Paris dans le 8e arr.) | Maire de Paris   | Anne Hidalgo        | PS                 |   | mars 2014       | mars 2026     |
| Législatives | 1re circonscription                                     | Député           | Sylvain Maillard    | RE                 |   | 18 juillet 2024 | 2029          |

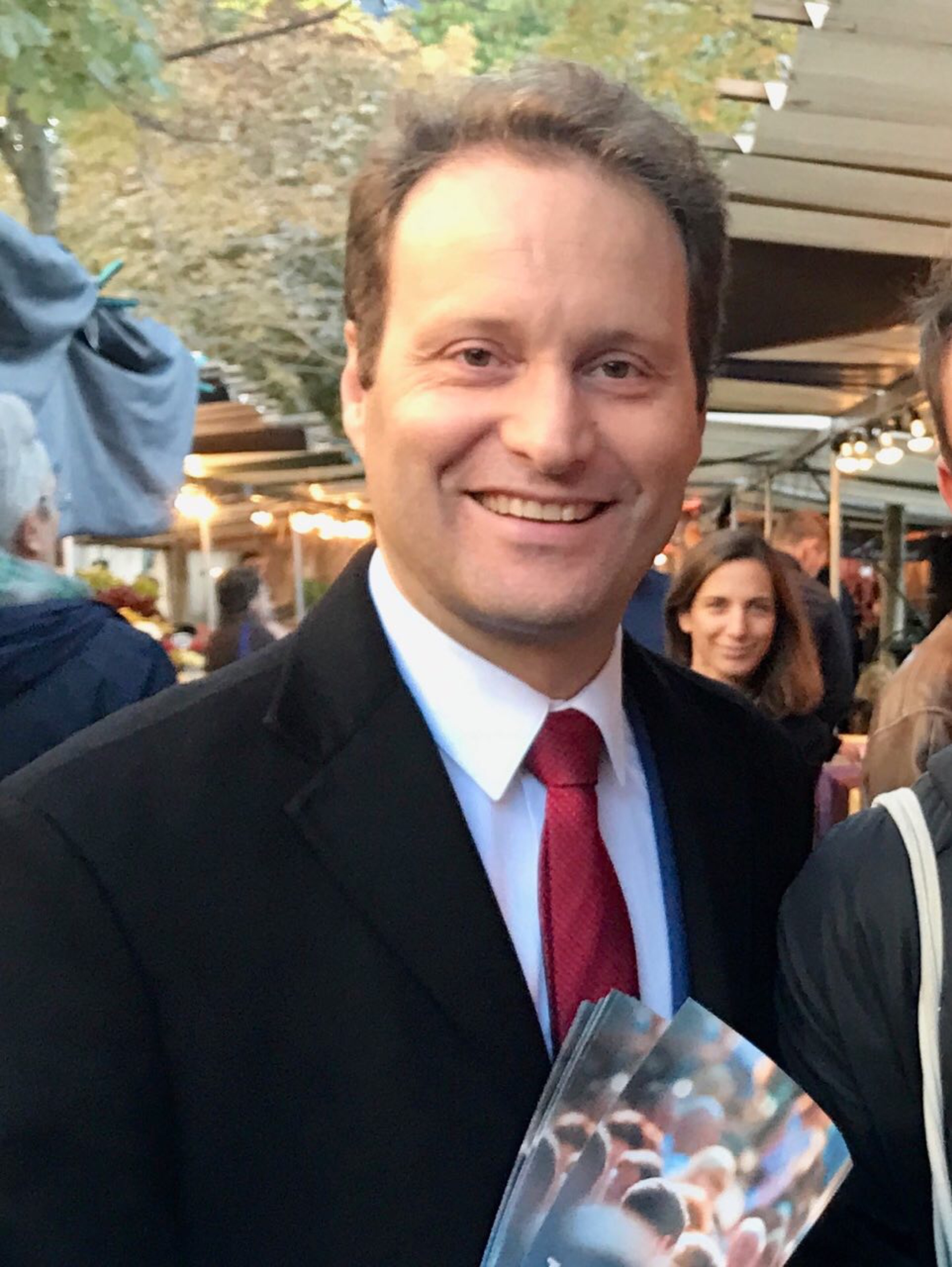
Député (LREM) de la première circonscription de Paris : Sylvain Maillard.

### Élus municipaux
Le 8e arrondissement dispose de 13 élus municipaux, dont 3 conseillers de Paris.
De 1983 à 2014, le maire du 8e arrondissement fut François Lebel (RPR, UMP puis CNIP), réélu à la suite de chaque élection municipale (1983, 1989, 1995, 2001 et 2008).
Lors des élections municipales des 9 et 16 mars 2008, François Lebel, candidat de droite dissident et maire du 8e arrondissement, est arrivé en tête au premier tour (avec 35,51 % des suffrages exprimés). Il est réélu au second tour avec 48,55 % des voix face à Pierre Lellouche (31,82 %), candidat officiellement investi par l'UMP, et à la candidate socialiste Heidi Rancon-Cavenel (19,63 %). À la suite de ces élections, le maire François Lebel a été réélu maire de l'arrondissement.
Lors des élections municipales des 23 et 30 mars 2014, Jeanne d'Hauteserre, candidate officiellement investie par l'UMP pour le 8e arrondissement, est arrivée en tête au premier tour (avec 46,61 % des suffrages exprimés). Elle est élue au second tour avec 56,44 % des voix face à Charles Beigbeder, candidat de droite dissident (24,20 %), et à la candidate socialiste Corine Barlis (19,35 %). Lors du premier conseil d'arrondissement le 13 avril 2014, Jeanne d'Hauteserre est élue officiellement maire du 8e arrondissement de Paris.
Lors des élections municipales des 15 mars et 28 juin 2020, Jeanne d'Hauteserre, candidate officiellement investie par (Les Républicains pour le 8e arrondissement, est arrivée en tête au premier tour (avec 34,72 % des suffrages exprimés). Elle est élue au second tour avec 46,33 % des voix dans une quadrangulaire face à Athénaïs Michel (Paris en Commun, 19,03 %), Sophie Segond (Ensemble pour Paris avec Agnès Buzyn, 17,42 %) et Catherine Lécuyer, candidate de droite dissidente (17,13 %). Lors du premier conseil d'arrondissement, le 21 juillet 2020, Jeanne d'Hauteserre est réélue officiellement maire du 8e arrondissement de Paris.

#### Conseillers de Paris au titre du8earrondissement
Depuis juin 2020, les trois conseillers de Paris pour l'arrondissement sont Jeanne d'Hauteserre (Les Républicains, anciennement UMP), Vincent Baladi (Les Républicains) et Delphine Malachard des Reyssiers.  

#### Représentation politique
(août 2025).
| Secteur       | Arrondissement | Conseillers de Paris | Conseillers de Paris | Conseillers de Paris | Conseillers d'arrondissement | Conseillers d'arrondissement | Conseillers d'arrondissement | Nombre d'élus par arrondissement | Nombre d'élus par arrondissement | Nombre d'élus par arrondissement | Habitants par conseiller de Paris | Habitants par conseiller de Paris |
| Secteur       | Arrondissement | de 1983 à 2014       | de 2014 à 2020       | depuis 2020          | avant 2014                   | de 2014 à 2020               | depuis 2020                  | avant 2014                       | de 2014 à 2020                   | depuis 2020                      | en 2015,                          | en 2021,                          |
| ------------- | -------------- | -------------------- | -------------------- | -------------------- | ---------------------------- | ---------------------------- | ---------------------------- | -------------------------------- | -------------------------------- | -------------------------------- | --------------------------------- | --------------------------------- |
| Paris Centre  | 1er            | 3                    | 1                    | 8                    | 10                           | 10                           | 16                           | 13                               | 11                               | 24                               | 16 545                            | 12 269                            |
| Paris Centre  | 2e             | 3                    | 2                    | 8                    | 10                           | 10                           | 16                           | 13                               | 12                               | 24                               | 10 398                            | 12 269                            |
| Paris Centre  | 3e             | 3                    | 3                    | 8                    | 10                           | 10                           | 16                           | 13                               | 13                               | 24                               | 11 683                            | 12 269                            |
| Paris Centre  | 4e             | 3                    | 2                    | 8                    | 10                           | 10                           | 16                           | 13                               | 12                               | 24                               | 13 573                            | 12 269                            |
| 5e            | 5e             | 4                    | 4                    | 4                    | 10                           | 10                           | 10                           | 14                               | 14                               | 14                               | 14 833                            | 14 210                            |
| 6e            | 6e             | 3                    | 3                    | 3                    | 10                           | 10                           | 10                           | 13                               | 13                               | 13                               | 14 143                            | 13 403                            |
| 7e            | 7e             | 5                    | 4                    | 4                    | 10                           | 10                           | 10                           | 15                               | 14                               | 14                               | 13 533                            | 11 987                            |
| 8e            | 8e             | 3                    | 3                    | 3                    | 10                           | 10                           | 10                           | 13                               | 13                               | 13                               | 12 231                            | 11 708                            |
| 9e            | 9e             | 4                    | 4                    | 4                    | 10                           | 10                           | 10                           | 14                               | 14                               | 14                               | 14 852                            | 14 738                            |
| 10e           | 10e            | 6                    | 7                    | 7                    | 12                           | 14                           | 14                           | 18                               | 21                               | 21                               | 13 110                            | 11 935                            |
| 11e           | 11e            | 11                   | 11                   | 11                   | 22                           | 22                           | 22                           | 33                               | 33                               | 33                               | 13 621                            | 12 962                            |
| 12e           | 12e            | 10                   | 10                   | 10                   | 20                           | 20                           | 20                           | 30                               | 30                               | 30                               | 14 234                            | 14 095                            |
| 13e           | 13e            | 13                   | 13                   | 13                   | 26                           | 26                           | 26                           | 39                               | 39                               | 39                               | 14 094                            | 13 719                            |
| 14e           | 14e            | 10                   | 10                   | 10                   | 20                           | 20                           | 20                           | 30                               | 30                               | 30                               | 13 999                            | 13 637                            |
| 15e           | 15e            | 17                   | 18                   | 18                   | 34                           | 36                           | 36                           | 51                               | 54                               | 54                               | 13 055                            | 12 653                            |
| 16e           | 16e            | 13                   | 13                   | 13                   | 26                           | 26                           | 26                           | 39                               | 39                               | 39                               | 12 730                            | 12 466                            |
| 17e           | 17e            | 13                   | 12                   | 12                   | 26                           | 24                           | 24                           | 39                               | 36                               | 36                               | 14 044                            | 13 701                            |
| 18e           | 18e            | 14                   | 15                   | 15                   | 28                           | 30                           | 30                           | 42                               | 45                               | 45                               | 13 172                            | 12 563                            |
| 19e           | 19e            | 12                   | 14                   | 14                   | 24                           | 28                           | 28                           | 36                               | 42                               | 42                               | 13 261                            | 12 973                            |
| 20e           | 20e            | 13                   | 14                   | 14                   | 26                           | 28                           | 28                           | 39                               | 42                               | 42                               | 13 968                            | 13 558                            |
| Nombre d'élus | Nombre d'élus  | 163                  | 163                  | 163                  | 354                          | 364                          | 340                          | 517                              | 527                              | 503                              | 13 537                            | 13 087                            |

- Sous-représentation supérieure de 5 % à la moyenne.
- Sur-représentation supérieure de 5 % à la moyenne.

### Élus nationaux
Autrefois terre d'élection de Maurice Couve de Murville, le député de la quatrième circonscription de Paris, dans laquelle est intégrée la totalité du 8e arrondissement, est Pierre Lellouche (UMP) depuis 1997.

### Liste des maires du8earrondissement
| Élection | Identité                  | Parti     | Notes                                 |
| -------- | ------------------------- | --------- | ------------------------------------- |
| 1860     | Abel Laurent              |           |                                       |
| 1867     | Charles de Ladoucette     |           |                                       |
| 1869     | Joachim Ambert            |           | Général Baron                         |
| 1870     | Lazare Carnot             |           |                                       |
| 1871     | Charles Dalligny          |           |                                       |
| 1879     | Alfred Koechklin-Schwartz |           |                                       |
| 1888     | Paul Beurdeley            |           |                                       |
| 1905     | Antoine Allou             |           |                                       |
| 1911     | Philippe Maréchal         |           | Docteur                               |
| 1926     | Louis Drucker             |           |                                       |
| 1941     | Henri Berton              |           |                                       |
| 1943     | Pierre Dasset             |           |                                       |
| 1944     | Émile Moine               |           |                                       |
| 1946     | Jean de Fez               |           |                                       |
| 1963     | A. Robert Dupont          |           |                                       |
| 1968     | Roger Monnet              |           |                                       |
| 1977     | Pierre-Émile Pere         |           |                                       |
| 1983     | François Lebel            | CNIP, UMP | Élu en 1983, 1989, 1995, 2001 et 2008 |
| 2014     | Jeanne d'Hauteserre       | UMP, LR   | Élue en 2014 et 2020                  |

### Tendances et résultats
| Scrutin             | Scrutin             | 1er tour | 1er tour | 1er tour | 1er tour | 1er tour | 1er tour | 1er tour | 1er tour  | 1er tour | 1er tour | 1er tour | 1er tour | 2d tour | 2d tour | 2d tour | 2d tour | 2d tour | 2d tour |
| Scrutin             | Scrutin             | 1er      | 1er      | %        | 2e       | 2e       | %        | 3e       | 3e        | %        | 4e       | 4e       | %        | 1er     | 1er     | %       | 2e      | 2e      | %       |
| ------------------- | ------------------- | -------- | -------- | -------- | -------- | -------- | -------- | -------- | --------- | -------- | -------- | -------- | -------- | ------- | ------- | ------- | ------- | ------- | ------- |
| Présidentielle 2017 | Présidentielle 2017 |          | LR       | 50,48    |          | EM       | 31,73    |          | LFI       | 6,73     |          | FN       | 4,43     |         | EM      | 88,33   |         | FN      | 11,67   |
| Présidentielle 2022 | Présidentielle 2022 |          | LREM     | 46,75    |          | REC      | 15,32    |          | LR        | 11,97    |          | LFI      | 11,55    |         | LREM    | 83,05   |         | RN      | 16,95   |
| Législatives 2022   | 1er                 |          | Ren-Ens  | 42,13    |          | LR       | 16,54    |          | LFI-Nupes | 15,24    |          | REC      | 9,45     |         | Ren     | 78,34   |         | LFI     | 21,66   |
| Législatives 2024   | 1er                 |          | Ren-Ens  | 47,62    |          | LFI-NFP  | 18,84    |          | RN        | 13,91    |          | LR       | 8,98     |         | Ren     | 77,02   |         | LFI     | 22,98   |

## Démographie
En 2006, l'arrondissement avait 39 088 habitants pour une superficie de 388 hectares, soit une densité de 10 074 hab./km2. Sa population a été divisée par 2 en 50 ans et presque par 3 en un siècle. Il occupe le 16e rang des arrondissements au regard de la population alors que 1,8 % des 2 181 371 habitants recensés à Paris en 2006 y résident.
| Année (recensement national) | Population | Densité (habitants/km2) |
| ---------------------------- | ---------- | ----------------------- |
| 1861                         | 69 814     |                         |
| 1866                         | 70 259     |                         |
| 1872                         | 75 796     | 19 535                  |
| 1891 (pic de population)     | 107 485    | 27 695                  |
| 1954                         | 80 827     | 20 827                  |
| 1962                         | 74 577     | 19 216                  |
| 1968                         | 67 897     | 17 495                  |
| 1975                         | 52 999     | 13 656                  |
| 1982                         | 46 403     | 11 956                  |
| 1990                         | 40 814     | 10 516                  |
| 1999                         | 39 314     | 10 130                  |
| 2006                         | 39 088     | 10 074                  |
| 2011                         | 40 589     | 10 461                  |
| 2017                         | 37 368     | 9 631                   |

En 1999, les 39 314 habitants recensés étaient répartis selon les quatre quartiers administratifs comme suit :
- Champs-Élysées : 4 610
- Madeleine : 6 060
- Faubourg-du-Roule : 10 004
- Europe : 18 640

Le quartier des Champs-Élysées est avant tout un quartier commercial prestigieux où s'affichent les grandes marques internationales, mais il abrite également un nombre important d'ambassades et de sièges d'entreprises. Le quartier du Faubourg-du-Roule est un quartier plus résidentiel, de sociologie proche des quartiers Ternes (17e) et Chaillot (16e). Il abrite le siège de nombreux établissements financiers (banques, assurances, cabinets d'avocats d'affaire). Le quartier de la Madeleine est un quartier intermédiaire mélangeant quartiers résidentiels et d'affaires autour de l'opéra Garnier et le boulevard Malesherbes, commerces et hôtels de luxe autour de la rue du Faubourg-Saint-Honoré, mais également des lieux de haute administration comme le palais de l'Élysée, le Ministère de l'Intérieur, les ambassades des États-Unis, de Grande-Bretagne et du Japon. Enfin, le quartier résidentiel et plus populaire de l'Europe accueille une classe moyenne supérieure comparable au quartier des Batignolles (17e). Il comprend cependant le parc Monceau réputé pour son côté huppé. Il abrite également la très empruntée gare Saint-Lazare et de nombreux commerces proches des grands magasins du 9e.
Sur les 24 401 logements recensés en 1999, le 8e arrondissement compte 3 099 résidences secondaires et logements occasionnels, ce qui représente la plus forte proportion de ce type de logements à Paris. La part des acquéreurs étrangers dans l'immobilier du 8e est d'ailleurs de plus en plus importante et pourrait représenter d'ici quelques années la majorité des transactions. La tendance démographique de l'arrondissement est d'avoir une population moins importante, mais plus fortunée et étrangère.

### Population par quartier

Les quartiers du 8e arrondissement.

- Population du quartier des Champs-Élysées (superficie : ? hectares)

| Année | Population | Densité (hab. par km2) | Croissance annuelle depuis le dernier recensement |
| ----- | ---------- | ---------------------- | ------------------------------------------------- |
| 1861  | 6 251      |                        | création                                          |
|       |            |                        |                                                   |

- Population du quartier du Faubourg-du-Roule (superficie : ? hectares)

| Année | Population | Densité (hab. par km2) | Croissance annuelle depuis le dernier recensement |
| ----- | ---------- | ---------------------- | ------------------------------------------------- |
| 1861  | 16 203     |                        | création                                          |
|       |            |                        |                                                   |

- Population du quartier de la Madeleine (superficie : ? hectares)

| Année | Population | Densité (hab. par km2) | Croissance annuelle depuis le dernier recensement |
| ----- | ---------- | ---------------------- | ------------------------------------------------- |
| 1861  | 31 601     |                        | création                                          |
|       |            |                        |                                                   |

- Population du quartier de l'Europe (superficie : ? hectares)

| Année | Population | Densité (hab. par km2) | Croissance annuelle depuis le dernier recensement |
| ----- | ---------- | ---------------------- | ------------------------------------------------- |
| 1861  | 18 784     |                        | création                                          |
|       |            |                        |                                                   |

## Principaux sites et édifices

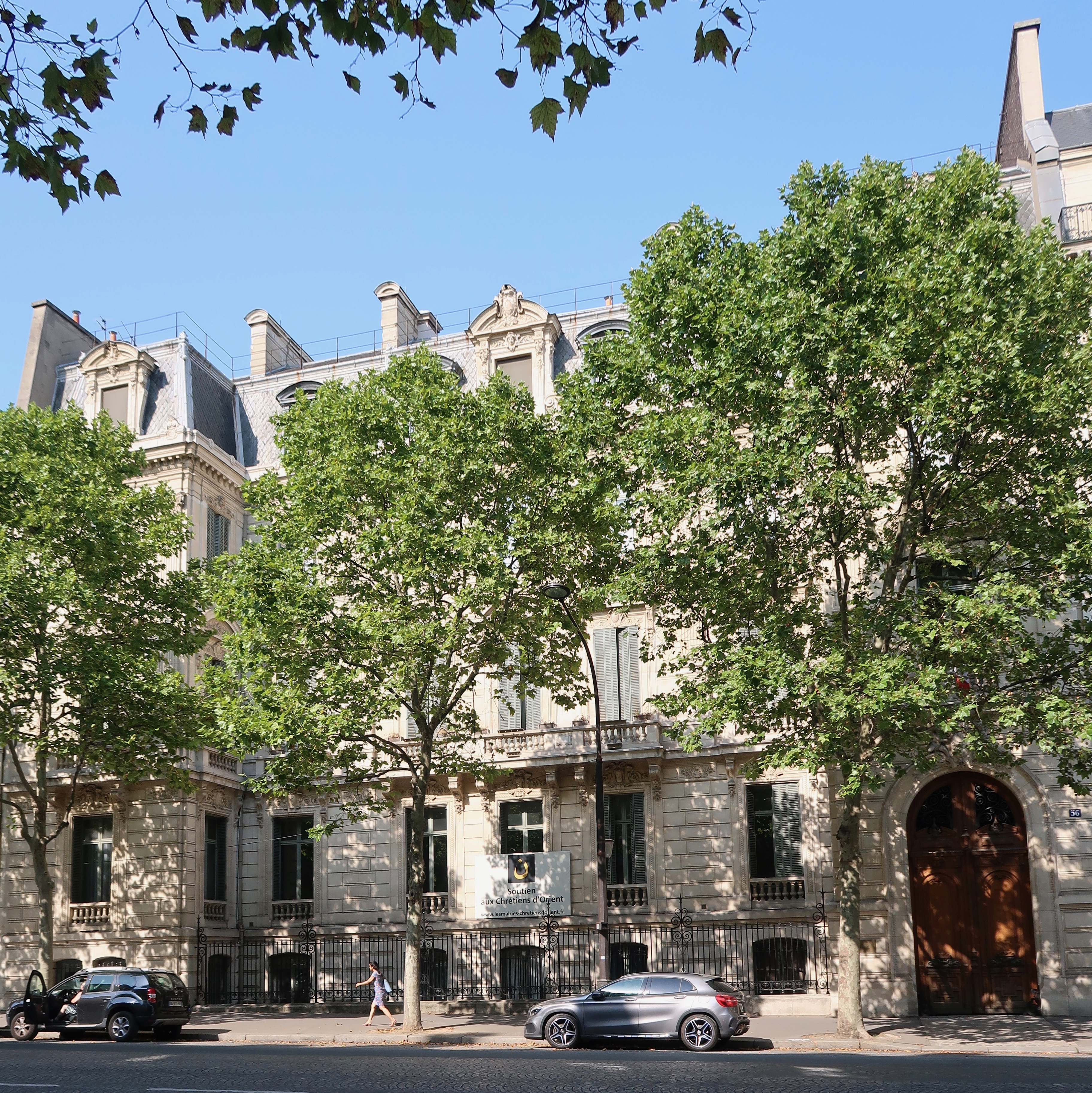
La mairie, façade sur le boulevard Malesherbes.

Le huitième arrondissement est un des hauts lieux de pouvoir à Paris. En plus du pouvoir politique représenté par le siège de la présidence de la République française au palais de l'Élysée et le ministère de l'Intérieur à l'hôtel de Beauvau, il est aussi un lieu du pouvoir économique puisqu'il concentre plusieurs sièges d'entreprises du CAC 40 (Bouygues, Vivendi, LVMH, Hermès, L'Oréal et Sanofi). Il héberge de plus sept ambassades de pays du G20 : États-Unis, Canada, Brésil, Royaume-Uni, Chine, Japon et Arabie saoudite. Il concentre aussi les groupes de réflexion, clubs et cercles très fermés de l'élite économique : Institut Montaigne, Club des Cent, Travellers Club, Jockey Club, Automobile Club de France et cercle de l'Union interalliée.
Cet arrondissement, en tant que lieu de résidence et de vie de la haute bourgeoisie, comporte par ailleurs de nombreuses boutiques et logements de luxe, en particulier dans le triangle d'or, ainsi que de nombreux hôtels 5 étoiles (Le Bristol, l’hôtel de Crillon, le Plaza Athénée, La Trémoille, le George-V, l'InterContinental Marceau, le Royal Monceau et le Fouquet's Barrière) et restaurants 3 étoiles (Pavillon Ledoyen, Fouquet's et Pierre Gagnaire).

### Monuments
- Arc de triomphe de l'Étoile
- Gare Saint-Lazare
- Grand Palais
- Hôtel de Crillon
- Hôtel de Marigny
- Hôtel de la Marine
- Musée Jacquemart-André
- Obélisque de la place de la Concorde
- Palais de la découverte
- Palais de l'Élysée
- Parc Monceau
- Petit Palais
- Pont Alexandre-III
- Salle Gaveau
- Salle Pleyel
- Siège d'EDF
- Théâtre des Champs-Élysées

### Institutions
- Automobile Club de France
- Adveniat Paris
- La Compagnie des Bateaux-Mouches

### Établissements scolaires et d'enseignement supérieur
- Lycée Chaptal
- Lycée Racine
- École française des attachés de presse

### Lieux de cultes

#### Édifices catholiques
- Église de la Madeleine
- Église Saint-Augustin
- Chapelle expiatoire
- Église Saint-André-de-l'Europe
- Église Saint-Philippe-du-Roule

#### Édifices protestants
- Temple protestant du Saint-Esprit (réformé)
- Église écossaise (presbytérien)
- Cathédrale américaine (épiscopalien)
- Église anglicane Saint-Michael (anglicane)
- Église danoise de Paris (luthérien)

#### Édifices orthodoxes
- Cathédrale Saint-Jean-Baptiste de Paris (arménien)
- Cathédrale Saint-Alexandre-Nevsky de Paris (russe)

## Culture
Outre les nombreux sites architecturaux prestigieux, il convient de souligner la présence de sites culturels et artistiques réputés comme le Grand Palais et le Petit Palais, construits pour l'exposition universelle de 1900, le théâtre du Rond Point des Champs-Élysées inauguré en 1860, le théâtre Marigny bâti en 1883, ou l'Espace Pierre Cardin, ancien théâtre des ambassadeurs, mais également le théâtre Michel, le théâtre des Mathurins, le théâtre de la Madeleine et de nombreuses salles de spectacles comme le Lido ou le Crazy Horse Saloon. L'arrondissement compte également plusieurs musées de renommée mondiale comme le Petit Palais, le Grand Palais, le musée Cernuschi, le musée Nissim-de-Camondo, le musée Jacquemart-André. Il y a aussi le Palais de la découverte qui s'ouvre aux sciences.
L’arrondissement est également connu pour son activité musicale, avec la présence du Conservatoire à rayonnement régional de Paris (14 rue de Madrid) et de plusieurs salles de concert, comme la salle Gaveau ou le théâtre des Champs-Élysées.

## Principales avenues

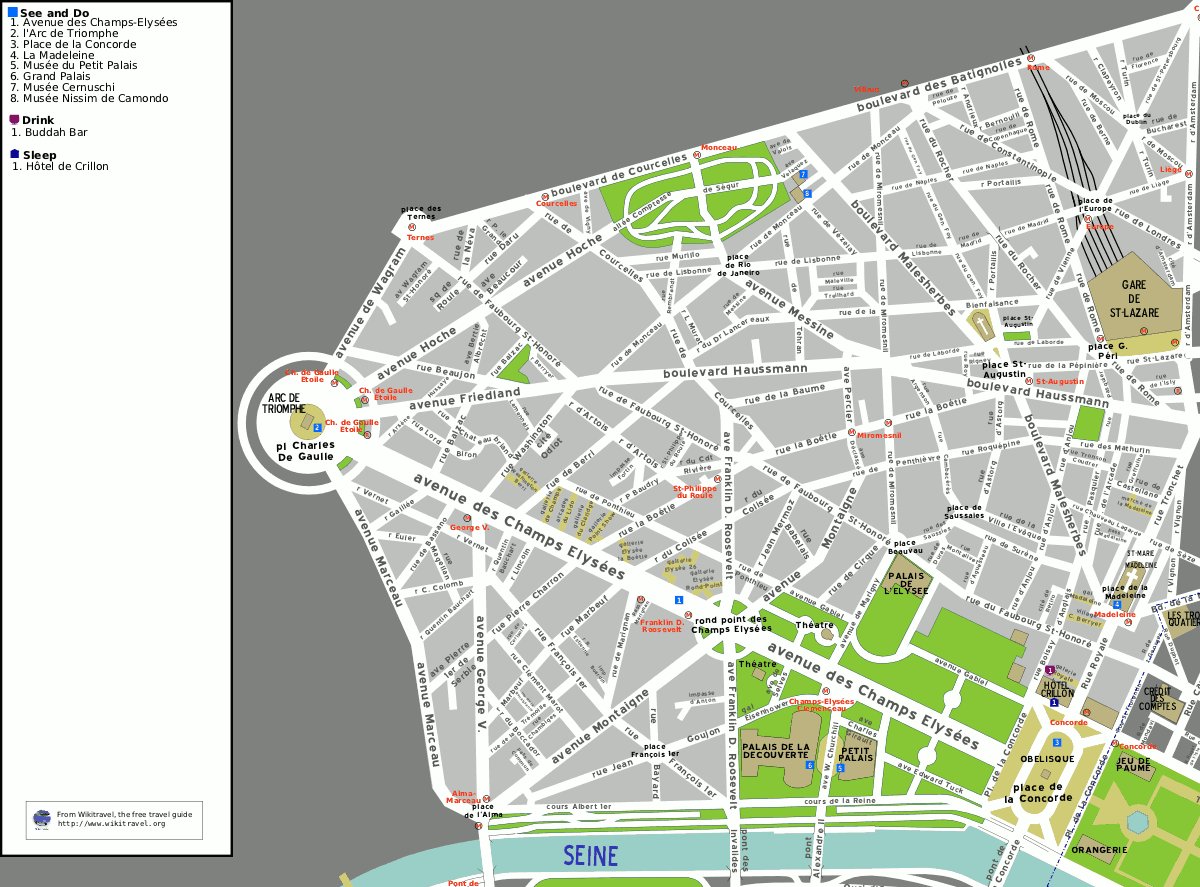
Plan du 8e arrondissement.

- Avenue des Champs-Élysées
- Place de la Concorde
- Boulevard Haussmann
- Boulevard Malesherbes

## Quartiers administratifs
1. Quartier des Champs-Élysées (29e quartier de Paris)
2. Quartier du Faubourg-du-Roule (30e quartier de Paris)
3. Quartier de la Madeleine (31e quartier de Paris)
4. Quartier de l'Europe (32e quartier de Paris)

## Transports en commun

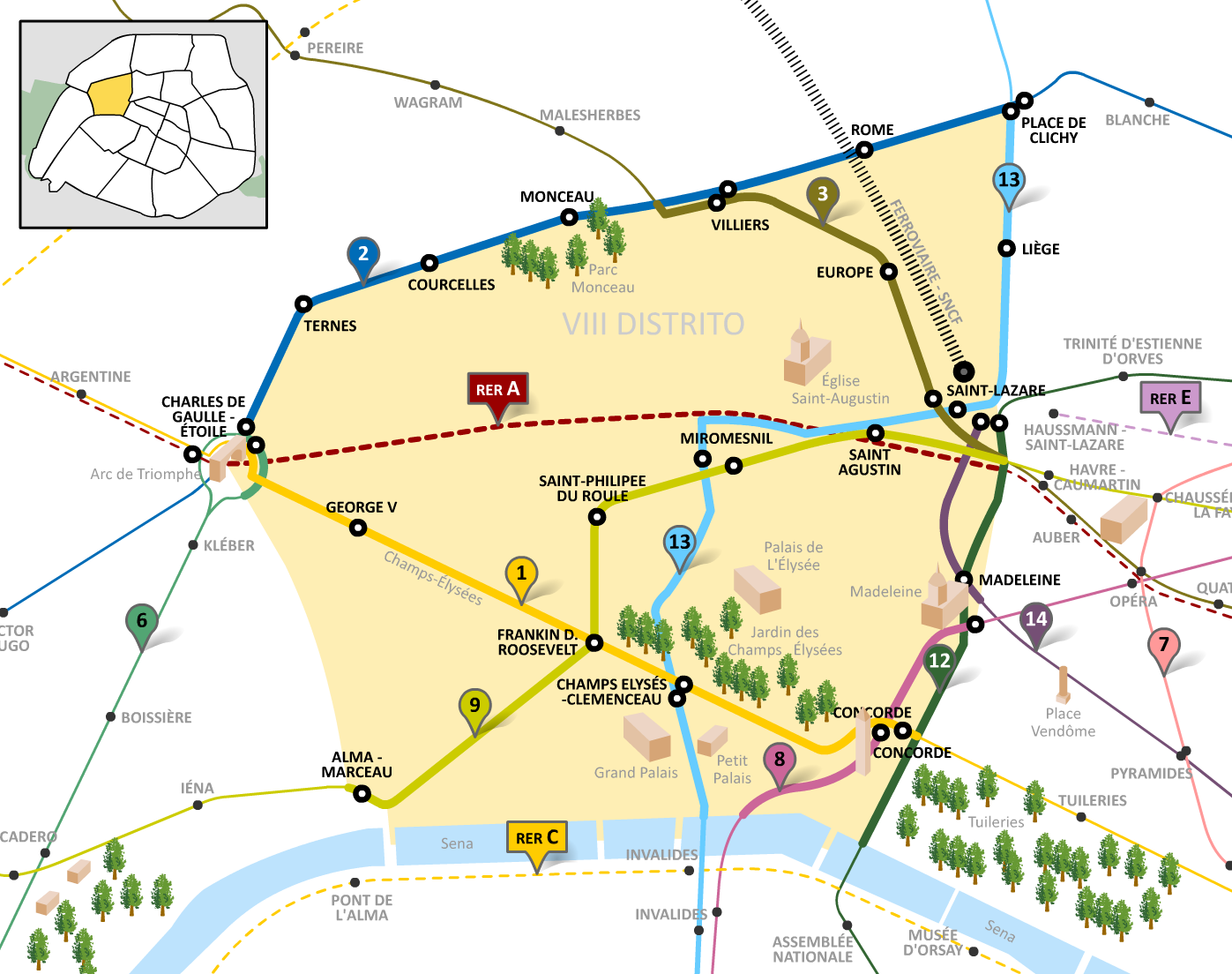

Le 8e arrondissement est l'un des mieux desservis en transport en commun, l'offre est pléthorique. L'arrondissement comporte notamment la deuxième gare d'Europe (Paris-Saint-Lazare), la station de métro desservant cette gare (Saint-Lazare) est également la deuxième la plus fréquentée du réseau. Avec 16 lignes de bus, le pôle de Saint-Lazare est le plus important de Paris. Par ailleurs, l'arrondissement est traversé par la ligne de métro la plus fréquentée ( ) et la ligne de RER la plus empruntée ( ), qui se trouve être la ligne ferroviaire la plus fréquentée d'Europe.
Finalement, le 8e arrondissement compte :
- 9 lignes de métro ;
- 2 lignes de RER ;
- 2 lignes de Transilien ;
- 28 lignes du réseau de bus RATP ;
- 14 lignes de bus Noctilien.

L'arrondissement ne compte en revanche aucune ligne de tramway.

### Détails des stations et gares
- (Charles de Gaulle - Étoile, George V, Franklin D. Roosevelt, Champs-Élysées - Clemenceau et Concorde).
- (Charles de Gaulle - Étoile, Ternes, Courcelles, Monceau, Villiers, Rome et Place de Clichy).
- (Villiers, Europe et Saint-Lazare).
- (Charles de Gaulle - Étoile).
- (Concorde et Madeleine).
- (Alma - Marceau, Franklin D. Roosevelt, Saint-Philippe du Roule, Miromesnil et Saint-Augustin).
- (Saint-Lazare, Madeleine et Concorde).
- (Place de Clichy, Liège, Saint-Lazare, Miromesnil et Champs-Élysées - Clemenceau).
- (Saint-Lazare et Madeleine).
- (Auber et Charles de Gaulle - Étoile)
- (Haussmann - Saint-Lazare)
- (Paris-Saint-Lazare)
- (Paris-Saint-Lazare)